# Wheatbelt
Wheatbelt är en region i sydvästra Western Australia. Regionen präglas av jordbruk. Härifrån kommer 2/3 av statens produktion av vete och hälften av dess ull. Befolkningen är tämligen jämnt spridd i regionen, med sammanlagt 16,000 invånare i de fyra största städerna Northam, Narrogin, Merredin och Moora, resten i mindre orter och på landsbygden. Längs kusten är turism en viktig näring, och i de torra östligaste delarna av regionen är det gruvdrift som präglar ekonomin. Där är det främst guld, nickel och järnmalm som bryts. Regionen omfattar 43 lokala förvaltningsområden.